# Rondo Kaponiera
Rondo Kaponiera (do 1992 rondo Mikołaja Kopernika) – rondo znajdujące się na granicy dwóch jednostek obszarowych Systemu Informacji Miejskiej Jeżyc i Centrum na osiedlu administracyjnym Jeżyce w Poznaniu, stanowiące centralny punkt w sieci komunikacji miejskiej dziennej (głównie tramwajowej) i nocnej. Rondo stanowi element I ramy komunikacyjnej miasta.

## Historia

### Budowa wiaduktu
W latach 70. XIX wieku w związku z modernizacją sieci kolejowej Twierdzy Poznań przeniesiono dworzec kolejowy w Poznaniu z Jeżyc, z dzisiejszej ul. Zwierzynieckiej w obecne miejsce. Wraz z tą zmianą tory kolejowe położono na najbliższym przedpolu zachodniej części rdzenia poligonalnego twierdzy. Wymusiło to też zorganizowanie skrzyżowania torów kolejowych z ciągiem komunikacyjnym wychodzącym z Bramy Berlińskiej. Zbudowano wówczas wiadukt nad torami, rampę w kierunku południowym do nowego dworca (dziś ul. Dworcowa) zaś w zachodnim przyczółku wiaduktu powstała Kaponiera Kolejowa (oddana do użytku w 1872 roku) mająca bronić torów. Dała ona wówczas nazwę całemu wiaduktowi. W 1914 zmieniono ją na most Zamkowy (Schlossbrücke – zmianę postulował prezydent policji poznańskiej, który po wypowiedzeniu przez Niemcy wojny Francji, uznał nazwę francuskiego pochodzenia za niestosowną), a obecnie Most Uniwersytecki.

### Budowa ronda Kopernika 1968–1973

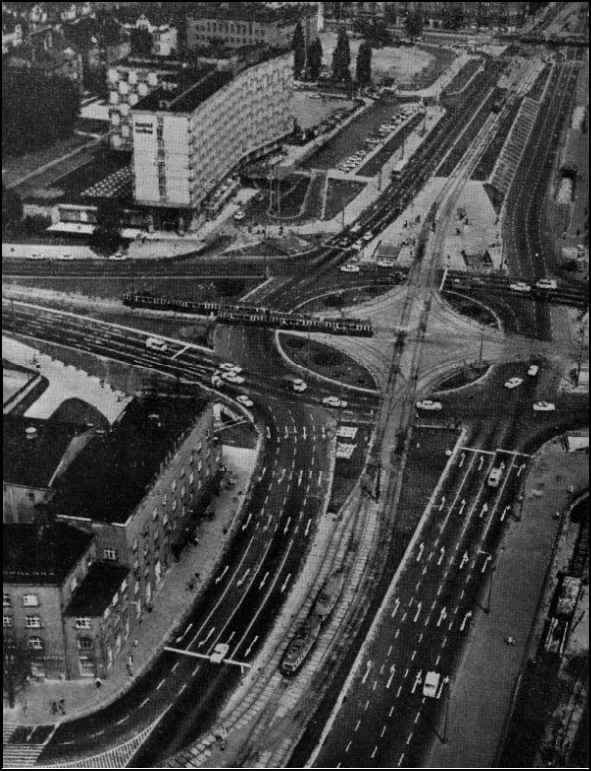
Widok ronda po wybudowaniu w 1973

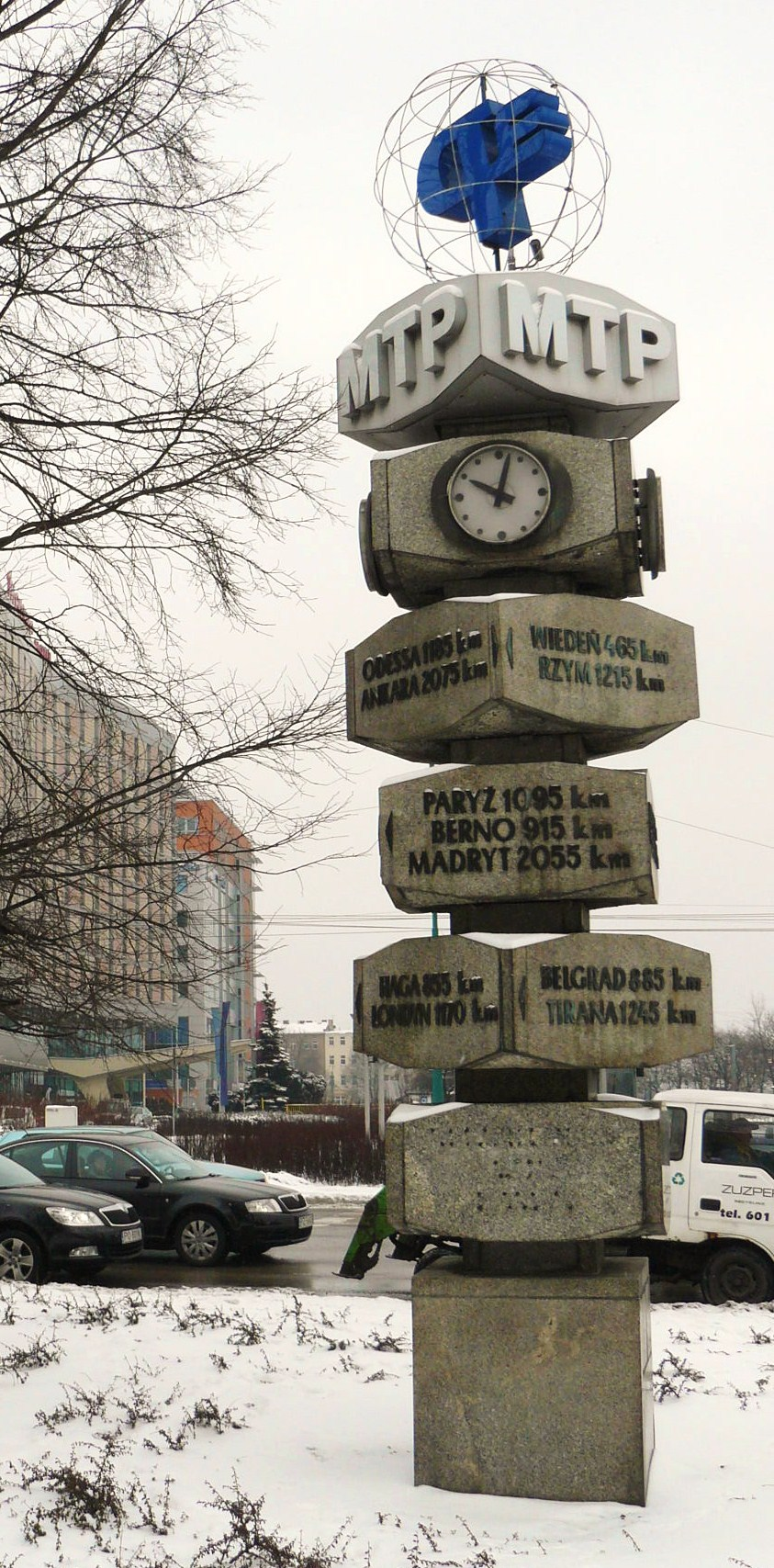
Obelisk Światowida

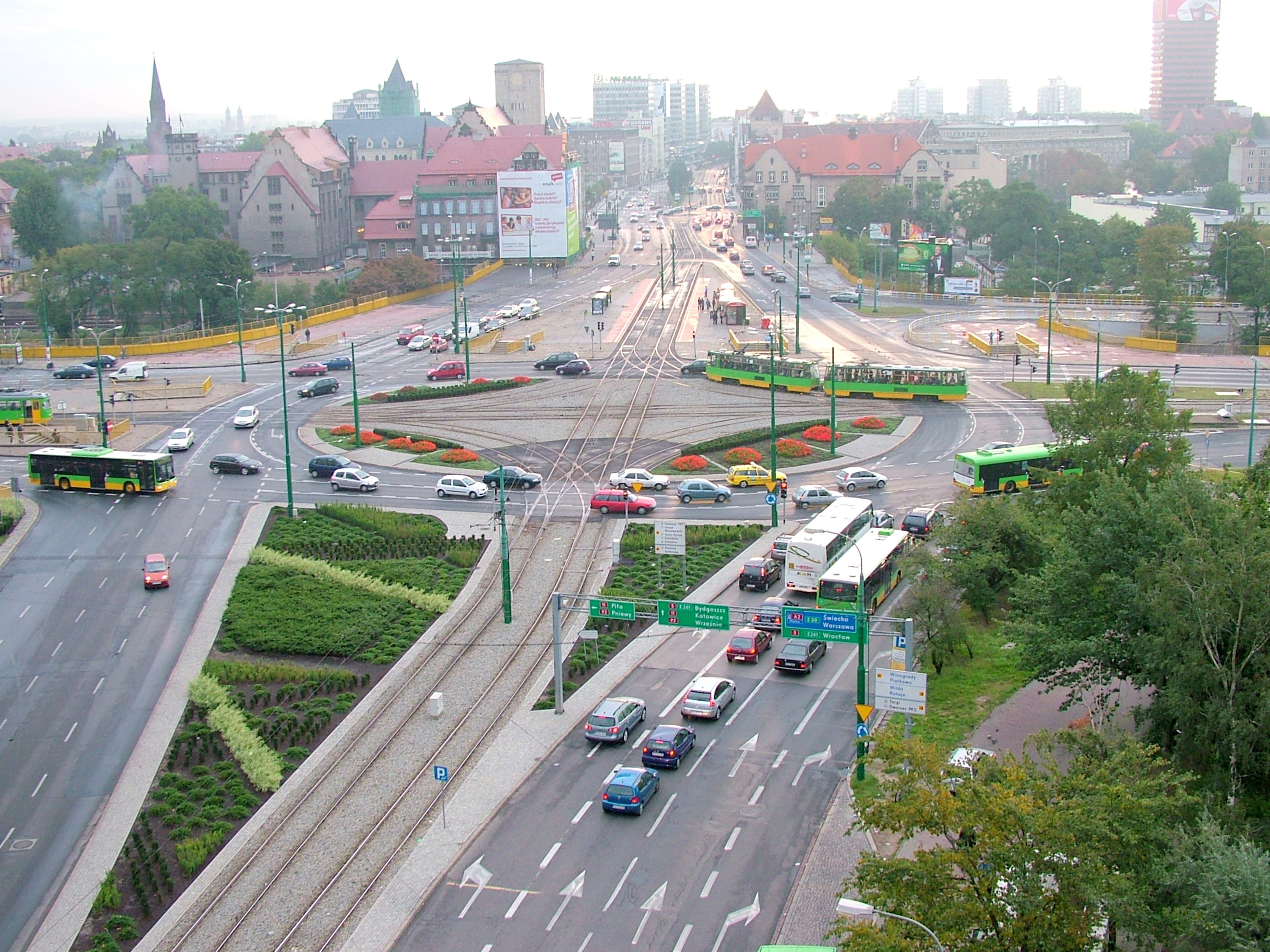
Widok ronda od strony zachodniej z D.S. Jowita (przed remontem)

Kolejna znacząca przebudowa miała miejsce w latach 1968–1973. W miejscu Kaponiery Kolejowej zbudowano rondo z przejściem podziemnym, które otrzymało imię Mikołaja Kopernika w 500. rocznicę jego urodzin. Prace rozpoczęto 1 kwietnia 1968 i prowadzono etapami, przy czym przez cały czas czynne były zelektryfikowane linie kolejowe biegnące pod Mostem Uniwersyteckim. Podczas przebudowy skrzyżowania konieczne było wyburzenie części starych przyczółków po stronie kolejowego ‘toru szczecińskiego’ i w konstrukcji tzw. ‘dziury toruńskiej’. W tym zakresie prace saperskie wykonywał pododdział Wojska Polskiego. Przez 2 miesiące (1 sierpnia 1971 – 30 września 1971) wyburzono 3000 m³ starej konstrukcji, wywieziono 2500 ton gruzu. Przy okazji budowy ronda w ulicy Roosevelta ułożono dodatkowy trzeci tor tramwajowy dla pojazdów zjeżdżających z ronda i skręcających w ulicę Bukowską (ówcześnie Świerczewskiego). Rondo oficjalnie oddano do użytku 19 maja 1973 roku, przekazaniem ostatniego etapu budowy – tunelu podziemnego.
Tunel posiadał wentylatornie i system ogrzewania elektrycznego, oraz możliwość podłączenia do ogólnomiejskiego systemu ciepłowniczego. Przy temperaturze zewnętrznej –18 °C zakładano wewnętrzną temperaturę w tunelu +5 °C.

### Projekt centralnego węzła komunikacji zbiorowej i zmiana nazwy

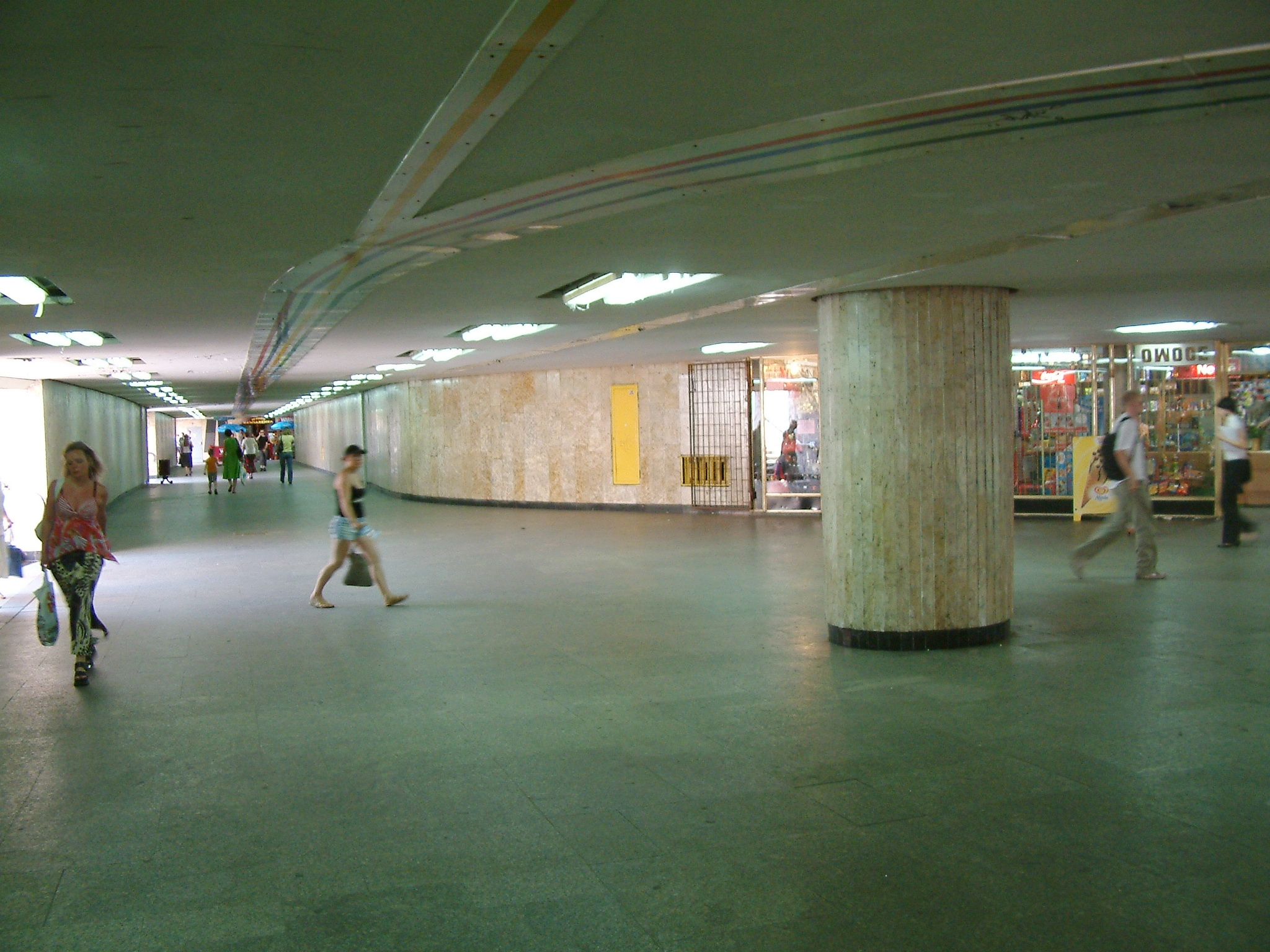
Przejście podziemne pod rondem (przed remontem)

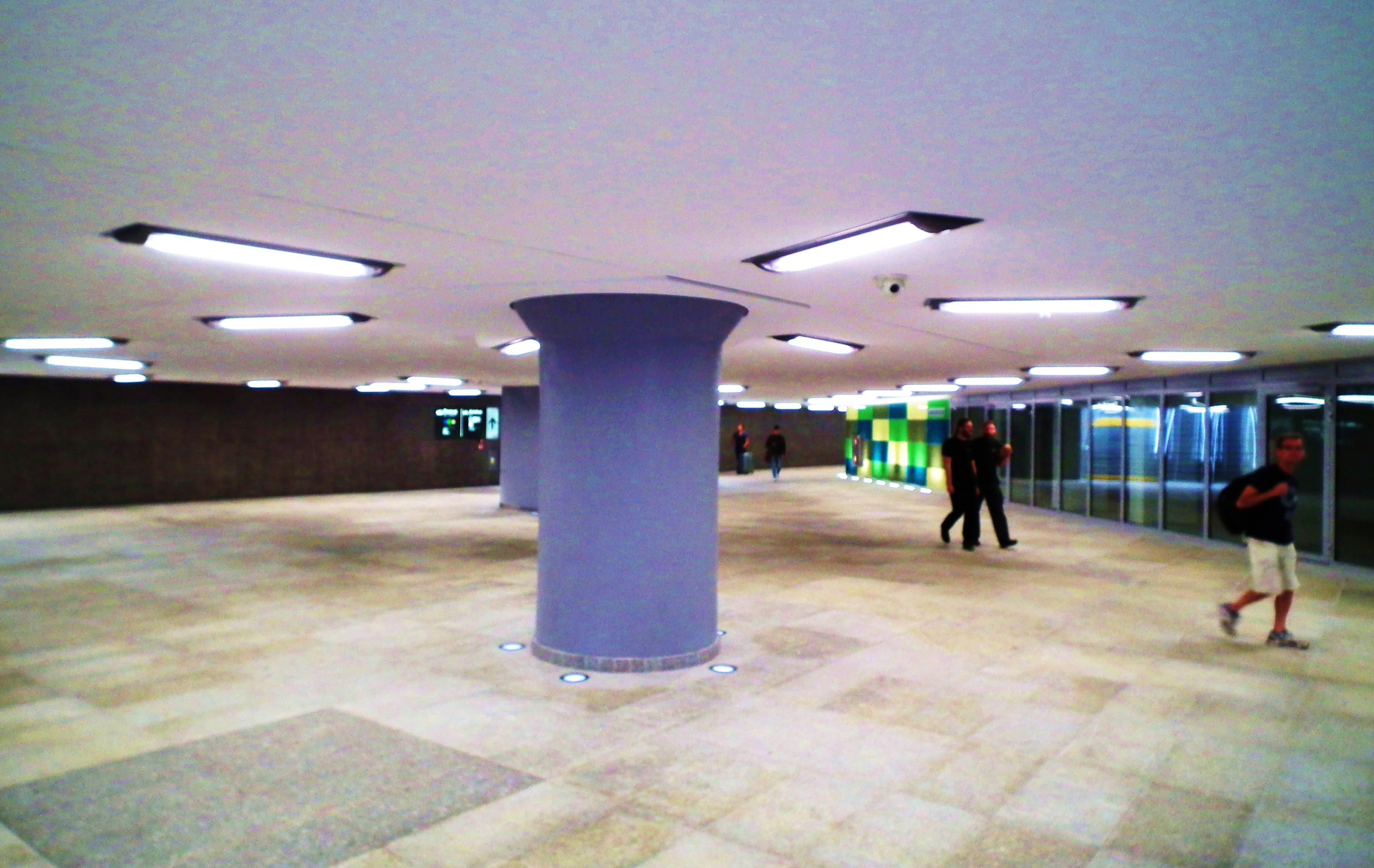
Przejście podziemne pod rondem po zakończeniu remontu

23 marca 1985 rozstrzygnięto konkurs urbanistyczny na projekt centralnego węzła komunikacji zbiorowej „Kaponiera”, ogłoszony przez poznański oddział Towarzystwa Urbanistów Polskich. Pierwszą nagrodę otrzymał zespół z Gdańska: Jan Bogusławski, Brunon Cofta, Leon Święcichowski i Sławomir Święcichowski.
Dzisiejszą nazwę rondo otrzymało w 1992 roku. Rada miasta zmieniła nazwę na rondo Kaponiera, biorąc pod uwagę istnienie w Poznaniu ul. Kopernika oraz Osiedla Kopernika oraz fakt, iż poznaniacy i tak używali starej nazwy „Kaponiera” na określenie tego miejsca.

### Przebudowa ronda Kaponiera 2012–2016
W sierpniu 2012 rozpoczęto przebudowę ronda. Planowany koniec remontu był kilkukrotnie przekładany. Ostatecznie zakończenie wszystkich prac nastąpiło 31 sierpnia 2016, a odbiór budowy przez inspektora nadzoru budowlanego nastąpił 2 września 2016. W nocy z 2 na 3 września obiekt został udostępniony wszystkim uczestnikom ruchu drogowego, nie został jednak otwarty poziom –2 (gdzie znajduje się przystanek PST), ze względu na trwające wciąż prace wykończeniowe. Otwarcie tego poziomu odbyło się w połowie września 2016. W wyniku modernizacji na wszystkich zejściach do przejścia podziemnego powstały schody ruchome oraz windy, a na powierzchni pojawiły się pasy dla rowerzystów. Przejście podziemne otrzymało nową elewację. Planowana jest również rewitalizacja kaponiery kolejowej, która jest jednym z niewielu istniejących do dziś elementów poligonalnej Twierdzy Poznań. Przy okazji przebudowy ronda został wykonany remont pobliskiego Mostu Uniwersyteckiego.

## Obiekty przy rondzie
Przy rondzie (zejście „Bałtyk” / MTP) ustawiony jest obelisk Światowida autorstwa Jerzego Sobocińskiego. Do lipca 2012 część pomieszczeń w podziemiach ronda zajmowało Muzeum Motoryzacji Automobilklubu Wielkopolski. Podziemia ronda służą nietoperzom jako miejsce zimowej hibernacji (w niektórych latach ich liczba osiąga kilkaset sztuk).
Ponadto w pobliżu ronda zlokalizowane są:
- Kaponiera Kolejowa
- Collegium Iuridicum UAM
- rzeźba Obszar obrazów efemerycznych
- Akademia Muzyczna im. Ignacego Jana Paderewskiego
- Drukarnia Concordia
- Osiedle Vesty w Poznaniu
- Dom Studencki Jowita (potocznie Akumulatory)
- Hotel Mercure
- Wieżowiec Zjednoczenia Przemysłu Ceramiki Budowlanej w Poznaniu
- Kino „Bałtyk” – nieistniejące (przetrwało w nazwie przystanku komunikacji miejskiej)
- Międzynarodowe Targi Poznańskie (westybul reprezentacyjny)
- Budynek Marago w Poznaniu
- Wieżowiec Bałtyk